# Bohodoukhiv
Bohodoukhiv (en ukrainien : Богодухів) ou Bogodoukhov (en russe : Богоду́хов) est une ville de l'oblast de Kharkiv, en Ukraine, et le centre administratif du raïon de Bohodoukhiv. Sa population s'élevait à 14 624 habitants au 1er janvier 2022.

## Géographie

### Situation
La ville est assise à cheval sur la rivière Merla, affluent de rive gauche de la rivière Vorskla, en rive gauche du fleuve Dniepr. Elle se trouve à 55 km au nord-ouest de Kharkiv et à 356 km à l'est de Kiev.

### Transports
La gare de Bohodoukhiv (en) se trouve sur la voie ferrée Kharkiv – Soumy.

## Histoire

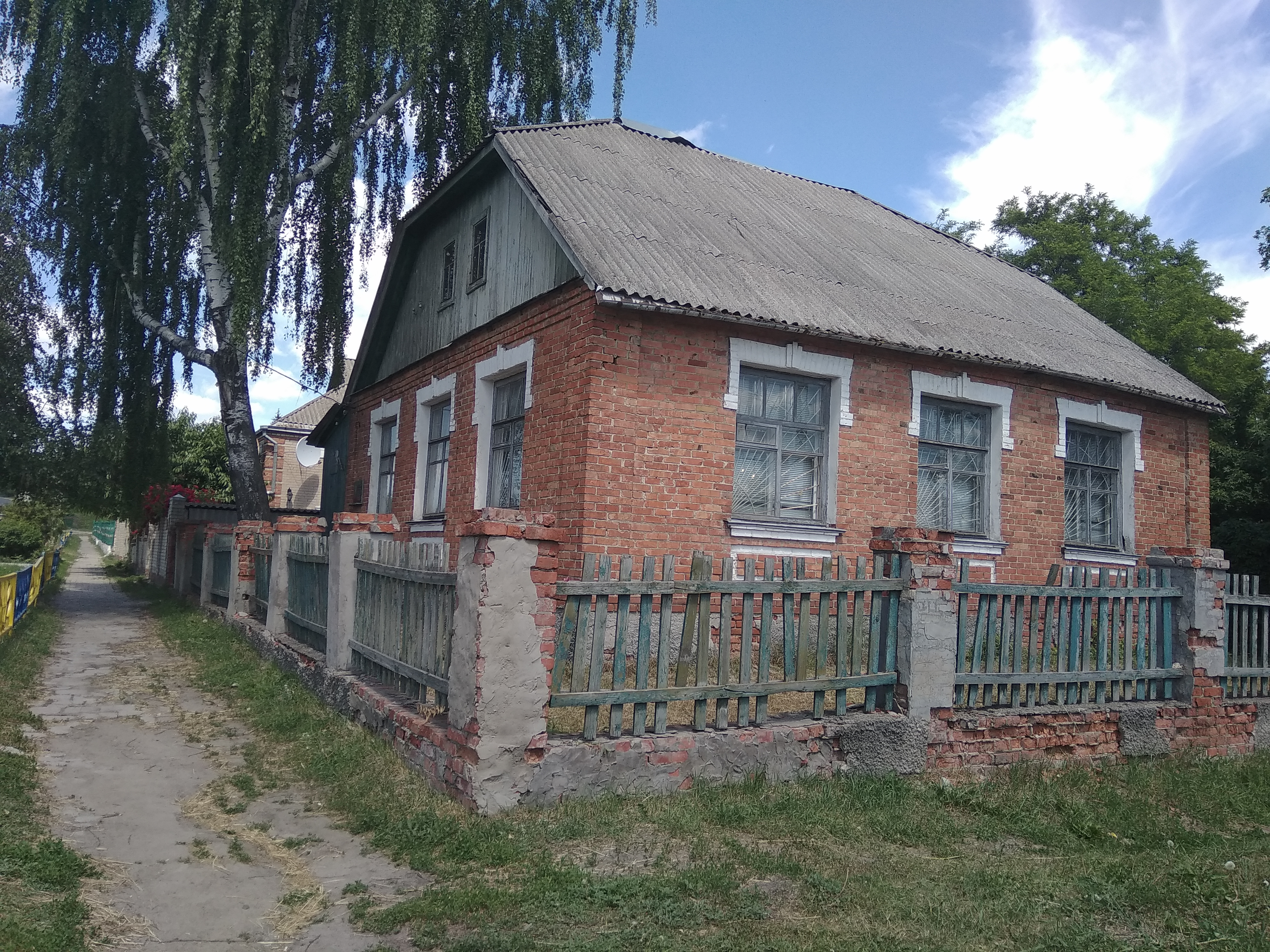
Son musée d'histoire locale.

### Origine
Bohodoukhiv a été fondée en 1662 et a le statut de ville depuis 1681.

### XXesiècle

#### Seconde Guerre mondiale
Pendant la Seconde Guerre mondiale, elle a été occupée par l'Allemagne nazie le 16 octobre 1941 et libérée par l'Armée rouge le 7 août 1943.

#### Invasion de l'Ukraine par la Russie
Selon Oleg Sinegoubov, la Russie a tiré deux missiles et cent quarante-cinq drones le 8 mars 2025 sur le village faisant trois morts et dix-sept blessés
.

## Population
Recensements (*) ou estimations de la population :
| 1897*  | 1923*  | 1926*  | 1939*  | 1959*  | 1970*  | 1979*  |
| ------ | ------ | ------ | ------ | ------ | ------ | ------ |
| 11 752 | 13 869 | 16 013 | 16 026 | 17 754 | 17 557 | 18 916 |

| 1989*  | 2001*  | 2011   | 2012   | 2013   | 2014   | 2015   |
| ------ | ------ | ------ | ------ | ------ | ------ | ------ |
| 18 962 | 18 224 | 15 867 | 15 829 | 15 797 | 15 720 | 15 658 |

| 2016   | 2017   | 2018   | 2019   | 2020   | 2021   | 2022   |
| ------ | ------ | ------ | ------ | ------ | ------ | ------ |
| 15 567 | 15 576 | 15 339 | 15 176 | 15 020 | 14 882 | 14 624 |

## Jumelages
- Boyertown (États-Unis)